# The Datsuns
The Datsuns é uma banda de hard rock de Cambridge, Nova Zelândia, formada em 2000. Até o momento eles já lançaram cinco álbums e vários singles, com a maioria atingindo as paradas da Nova Zelândia e/ou do Reino Unido. Deep Sleep, seu último disco, foi lançado em outubro de 2014.

## História
Em 1995, enquanto ainda estava na escola, Dolf de Borst (vocalista, baixista), Phil Buscke (guitarrista) e Matt Osment (baterista) formaram uma banda com o nome de Trinket. Christian Livingstone juntou-se a banda em 1997 como um segundo guitarrista. Eles entraram e ganharam a competição de Batalha de Bandas de 1999 na 89FM em Hamilton, Nova Zelândia.
Em 2000 a banda se auto renomeou como 'The Datsuns'. Em agosto de 2000 eles lançaram seu primeiro single, "Super Gyration!", em EP de vinil apenas. Em julho de 2002, após participar várias vezes no programa de John Peel da BBC Radio 1 do Reino Unido e serem chamados como "o futuro do rock" pela crítica musical britânica, a banda assinou com a gravadora V2. Seu álbum The Datsuns (álbum de estreia auto intitulado) marcou um forte abalo no R.U., assim como na Austrália e na Nova Zelândia. Os Datsuns fizeram turnê na Australia em 2002 com a banda de Melbourne The Specimens e com os The Casanovas além de tocar ao vivo na rádio PBS.
The Datsuns ganhou numerosos prêmios durante este período, incluindo o NME de 'Melhor banda ao vivo' e o prêmio neozelandês de 'Melhor Álbum', 'Melhor Grupo' e de 'Artista Revelação'.
Eles tocaram na Ozzfest em 2003 no palco principal ao lado de artistas como Ozzy Osbourne, Marilyn Manson, Korn e Disturbed. Também tocaram no evento principal do festival Big Day Out de 2004 e 2009 e abriram para o Metallica na sua turnê australiana em 2004.O baterista do Metallica, Lars Ulrich, deu um prévio elogio aos The Datsuns no revival de estreia do Headbangers Ball antes de tocar em seu vídeo para "In Love." Seu segundo álbum, Outta Sight/Outta Mind, foi produzido pelo Led Zeppelin John Paul Jones. Este não recebeu o mesmo louvor que o primeiro, assim como a crítica deu uma desinteressada resposta.
Em outubro de 2006, os Datsuns voltaram com Smoke & Mirrors, anunciado como um retorno a criação, na Austrália e na Nova Zelândia. O álbum foi recebido com críticas positivas em geral, apesar de que não foi amplamente criticado como as duas primeiras obras. Depois do lançamento do terceiro álbum, o baterista Matt Osment foi substituído por Ben Cole.
A banda então completou um tour na Europa para promover Smoke & Mirrors. Apesar de ter tocado na maior parte em lugares que a banda jamais havia tocado antes, os Datsuns continuam sendo dirigidos para vender a maior parte das datas européias. Em abril de 2008 estiveram no Brasil, passando pelas cidades de São Paulo, Goiânia e Recife, onde tocaram no Festival Abril Pro Rock. Em São Paulo se apresentaram no Inferno Club. Em Goiânia, se apresentaram no Bolshoi Pub, com abertura das bandas locais MQN e Black Drawing Chalks.
O quarto álbum da banda, Head Stunts (um anagrama dos Datsuns), foi lançado em 6 de outubro de 2008. A banda recentemente fez um tour pela Nova Zelândia, Austrália e América para tentar divulgar novas músicas como "Eye Of The Needle", "Human Error", "So Long", "Hey Paranoid People What's In Your Head", "Your Bones" e a edição limitada do single "Highschool Hoodlums".
Para coincidir com a data de lançamento de Head Stunts, o quarteto embarcou em um tour pelo Reino Unido e Europa.
O quinto álbum de estúdio dos Datsuns, nomeado Death Rattle Boogie, foi lançado em outubro de 2012. O álbum foi gravado na Gutterview Recorders em Estocolmo, com trabalhos adicionais na Roundhead Studios na Nova Zelândia, e foi produzido pelo líder e membro formando de The Hellacopters, Nicke Andersson.